# Maniola rueckbeili
Maniola rueckbeili är en fjärilsart som beskrevs av Otto Staudinger 1887. Maniola rueckbeili ingår i släktet Maniola och familjen praktfjärilar. Inga underarter finns listade i Catalogue of Life.